# Emilie Virgin
Hedda Vilhelmina Emilia Fredrika (Emilie) Virgin, född den 10 augusti 1845 på Torpa Säteri Fors socken, Västergötland, död den 13 november 1926 i Stockholm, var en svensk skolledare
Hon var äldsta barnet till kaptenen Fredrik August Virgin och hade sju syskon, två systrar och fem bröder. Alla systrarna förblev ogifta. Emilie Virgin startade den så kallade Virginska Flickskolan i Kristianstad 1872 och var skolföreståndare på skolan till dess att hon 1892 blev kallad till Sophiahemmet av drottning Sophia. Emilie Virgin arbetade sedan som föreståndare vid Sophiahemmet 1892 till 1905. Hon ligger begravd på Norra Kyrkogården i föräldrarnas familjegrav på Lindhagens kulle.

I Kristianstads Elementarläroverk för flickor årsskrift för läsåret 1922–1923 skriver skolan om  de 20 åren 1872–1892 på skolan :
”Hela detta första skede av skolans tillvaro bär i osedvanlig grad prägeln av en enda ledande personlighet, skolans föreståndarinna och grundare, fröken Emilie Virgin. Med sin djupt religiösa läggning, sin stora begåvning och sina omfattande kunskaper var hon den drivande och ledande kraften, som förstod att ena alla i samfällt arbete, såväl lärarinnor som elever. För dem som kommo i närmare beröring med fröken Emilie Virgin, blev hennes starka personlighet ett minne för livet”.
i skriften Sophiahemmet 75 år på sidan 26 skriver före detta studierektor Karin Elferson:
”År 1892 frångick drottningen principen om kompetenskraven på föreståndarinnans yrkeskunnighet (sjukvård). Hon anmälde för styrelsen, att hon ämnade kalla fröken Emilie Virgin , föreståndarinna för flickskolan i Kristianstad , till föreståndarinna för Sophiahemmet. Hon säger:

Fröken Virgin är icke kunnig i sjukvård. Jag är den förste att erkänna, att önskligt vore att att kunna finna en föreståndarinna, som genomgått vår sköterskeskola. Vår anstalt är dock för ny för att ha kunnat utbilda en sådan i besittning av alla de nödvändiga chefsegenskaperna för att få den rätta auktoriteten. Brister i den riktningen kan vi fylla genom att föreståndarinnan får använda sig av goda krafter inom kåren, tex en sk intruktionssköterska.
Sally Pettersson tidigare lärarinna på Sophiahemmet kallades år 1893 hem från Kalmar Lasarett, där hon tjänstgjort som översköterska. Hon blev Sveriges första instruktionssköterska. Eiferson skriver att pedagogiken framhävdes under fröken Virgins föreståndarinnetid. Utbildningen utökades att omfatta tre år. Gymnastik och huslig ekonomi tillkom som ämnen. Den första läroboken för sjuksköterskor kom ut 1898 utarbetad av instruktionssköterskan och Emelie Virgin. Protokoll och brev vittnar om att Sophiahemmets sköterskeskola arbetade för förliga vindar. Hon menade att åren under fröken Virgins föreståndarinnetid var en glansperiod för Sophiahemmet.
Vid 60 års ålder skrev Virgin ett avskedsbrev till drottning Sophia 1905. Hon hade i slutet av 1904 drabbats av en svår dubbelsidig lunginflammation. Hon ville inte arbeta vidare utan att ha förmågan och orken att sköta sitt arbete väl, och hon ansåg att hon nu nått den punkt där det var dags att säga farväl till sitt hen och sjuksystrarna på Sophiahemmet.
Disa Lundgren skrev en levnadsskildring i Gamla Christianstads Årsbok 2003 om skolföreståndaren Emilie Virgin. Hon var handlingskraftig och inte bara startade Kristianstads första flickskola 1872. Franska var obligatoriskt ämne redan i klass 1 vid 8 års ålder. Hon drev, tillsammans med sin syster den sjuåriga flickskolan utan bidrag från kommun eller landsting eller staten. Skolavgifterna gjorde att bara välbärgade familjer kunde sända sina döttrar till skolan men de burgna stadsborna visade skolan förtroende. Redan 1879 hade skolan 11 kvinnliga lärare och 8 manliga som var verksamma (inte på heltid!) på skolan. De flesta var filosofie doktorer. En av lärarna var Abraham Ahlén som grundade Kristianstad museum och ledde utgrävningarna av slottsruinen i Åhus. Emelie Virgins målmedvetenhet, begåvning och ledaregenskaper var väl kända och det var därför drottning Sophia 1892 hämtade henne till föreståndarinnetjänsten för Sophiahemmet i Stockholm. På drottningens förslag invaldes hon, som den första och enda av hemmets föreståndarinnor, i Sophiahemmets styrelse. Artikel skildrar Emelie Virgins vidare liv, men också flickskolans fortsatta utveckling i Kristianstad.